# Quách Chính Cương
Quách Chính Cương (giản thể: 郭正钢; phồn thể: 郭正鋼; bính âm: Guō Zhènggāng;
sinh tháng 1 năm 1970) là cựu sĩ quan quân đội mang hàm Thiếu tướng của Quân Giải phóng Nhân dân Trung Quốc (PLA). Sau 46 ngày được thăng quân hàm Thiếu tướng vào tháng 2 năm 2015, ông bị bắt giữ để điều tra do nghi ngờ "vi phạm kỷ luật đảng" — cụm từ thường được Trung Quốc sử dụng để chỉ hành vi tham nhũng.

## Tiểu sử
Quách Chính Cương sinh tháng 1 năm 1970 tại Lễ Tuyền, tỉnh Thiểm Tây. Tháng 3 năm 1989, ông gia nhập Quân Giải phóng Nhân dân Trung Quốc, đương thời cha ông là Quách Bá Hùng đang làm Phó Tham mưu trưởng Quân khu Lan Châu, một trong bảy đại quân khu của Trung Quốc. Nhờ sự hậu thuẫn từ gia đình, Quách Chính Cương thăng tiến nhanh chóng trong cả quân đội và chính quyền tỉnh Chiết Giang. Ông lần lượt đảm nhiệm các chức vụ như Ủy viên Ban Thường vụ Thành ủy thành phố Chu Sơn, Chính ủy Khu Cảnh bị thành phố Chu Sơn và Phó Chủ nhiệm Chính trị Quân khu tỉnh Chiết Giang.
Năm 2010, Quách được phong quân hàm Đại tá khi mới 40 tuổi. Ba năm sau, tháng 4 năm 2013, ông được bổ nhiệm làm Ủy viên Thường vụ Đảng ủy Quân khu tỉnh, Chủ nhiệm Chính trị Quân khu tỉnh Chiết Giang và được bầu làm Đại biểu Đại hội đại biểu nhân dân tỉnh Chiết Giang khóa 12. Ngày 14 tháng 1 năm 2015, Quách Chính Cương được thăng quân hàm Thiếu tướng và đảm nhiệm chức Phó Chính ủy Quân khu tỉnh Chiết Giang.
Ngày 10 tháng 2 năm 2015, Quách Chính Cương bị Viện Kiểm sát Quân sự bắt giữ với các cáo buộc tham nhũng do có liên quan tới một số dự án phát triển địa ốc tại Hàng Châu.

## Gia đình
Quách Chính Cương là con trai của Thượng tướng Quách Bá Hùng, nguyên Ủy viên Bộ Chính trị Đảng Cộng sản Trung Quốc, nguyên Phó Chủ tịch Quân ủy Trung ương Trung Quốc. Tháng 4 năm 2015, ông bị điều tra và đến tháng 7 năm 2015, ông Quách Bá Hùng bị tuyên phạt án tù chung thân về tội tham nhũng và bị tước quân hàm Thượng tướng.
Quách Chính Cương kết hôn với Ngô Phương Phương (sinh 1969, từng có một đời chồng) vào tháng 12 năm 2012. Khi Quách Chính Cương bị bắt giữ với các cáo buộc tham nhũng thì bà cũng bị bắt theo chồng.